# Sujiatun
Sujiatun, tidigare romaniserat Sukiatun, är ett stadsdistrikt i Shenyang i Liaoning-provinsen i nordöstra Kina.

## Källa
1. ↑  ”/worldpostmarks.net”. Arkiverad från originalet den 2 januari 2015. https://web.archive.org/web/20150102101710/http://worldpostmarks.net/HTML%20Countries/china.htm. Läst 18 december 2014.